# Roque Alfaro
Roque Raúl Alfaro (Nogoyá, 15 agosto 1956) è un ex calciatore argentino, di ruolo centrocampista.